# Further Drachenstich
Further Drachenstich en Furth im Wald en el Alto Palatinado se considera la más antigua festividad folclórica de Alemania. Drachenstich es la muerte del dragón. Es el nombre vernáculo local en muchas regiones de Sud Alemania y Austria que poseen leyendas de dragones.

## Historia
Drachenstich en Furth im Wald originalmente era parte de la procesión de Corpus Christi (alemán:Fronleichnam). Desde el año de 1590 el mensaje era recibido por la procesión ciudadana, que iba con armamento. Se aceptaba que “la lucha del bien contra el mal”, como la experimentamos con la historia popular de San Jorge como modelo de esta tradición.

## Filatelia
Se puede considerar en la temática de la mitología o de los animales mitológicos.
Alemania emitió un sello definitivo el 9 de agosto de 2001 al respecto.

Otros sellos con dragones
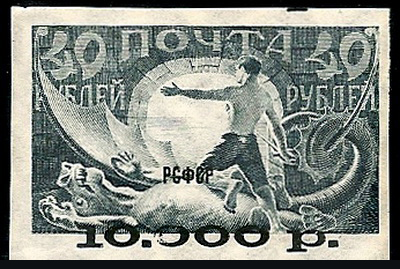
Proletario liberado (sobreimpresión , 1922)
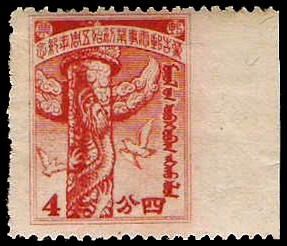
5to aniversario de los servicios de correo y telégrafo de Mengjiang. Columna con un bajorrelieve de un dragón y palomas (1943)
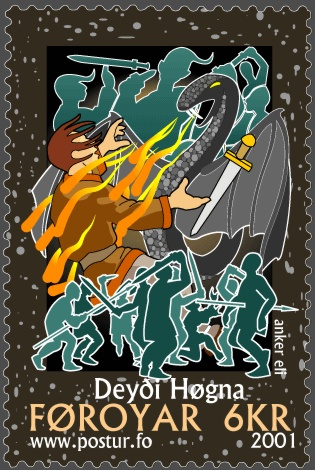
Muerte de Høgni, Islas Feroe, Anker Eli Petersen, (2001)